# 駒橋恵子
駒橋 恵子（こまはし けいこ）は、日本の社会情報学、広報学研究者、東京経済大学コミュニケーション学部教授。専門は、企業広報、コーポレート・コミュニケーション。学位は博士（社会情報学）（東京大学・2001年）。

## 来歴

### 生い立ち
上智大学文学部新聞学科卒業。慶應義塾大学大学院経営管理研究科修了、経営学修士を取得。その後、東京大学大学院人文社会系研究科修士課程を修了し、博士課程を単位取得満期退学。修士（社会学）を取得。2001年に「ニュース報道とメディア・コミュニケーション : 実体経済の「ゆらぎ現象」増幅効果について」で、東京大学から博士（社会情報学） を取得。

### 研究者として
東洋経済新報社、金融財政事情研究会などの勤務を経て、多摩美術大学専任講師。その後、助教授となり、2004年4月に東京経済大学コミュニケーション学部助教授。2007年、制度変更により准教授となった後、2013年に教授へ昇任した。
2004年の著書『報道の経済的影響』が、2006年に第1回日本広報学会賞「優秀研究奨励貢」を受賞した。
日本広報学会常任理事、東京都国体（スポーツ祭東京2013）広報専門委員会委員長などを務めている。

## おもな業績

### 単著
- 報道の経済的影響 : 市場のゆらぎ増幅効果、御茶の水書房、2004年

### 共著
- （関沢英彦との共著）信頼できる会社、信頼できない会社、NTT出版、2008年